# (38465) 1999 TL28
1999 TL28 (asteroide 38465) é um asteroide da cintura principal. Possui uma excentricidade de 0.08694700 e uma inclinação de 8.77735º.
Este asteroide foi descoberto no dia 4 de outubro de 1999 por LINEAR em Socorro.